# Orange (New Jersey)
Orange ist eine Township im Essex County des Bundesstaats New Jersey in den Vereinigten Staaten. Das U.S. Census Bureau ermittelte bei der Volkszählung 2020 eine Einwohnerzahl von 34.447.

## Geographie
Nach dem United States Census Bureau hat die Stadt eine Gesamtfläche von 5,7 km², wobei keine Wasserflächen miteinberechnet sind.
Orange liegt im Ballungsraum New York und ist etwa 25 Kilometer Luftlinie von Manhattan, dem Zentrum von New York City entfernt.

## Geschichte
In Orange betrieb die U.S. Radium Corporation von 1917 bis in die 1920er Jahre eine Fabrik, in der junge Frauen Zifferblätter für Uhren mit radioaktiver Leuchtfarbe bemalten. Aufgrund fehlender Schutzmaßnahmen erkrankte eine große Anzahl dieser „Radium Girls“, eine Anzahl von ihnen starb.

## Demographie
Nach der Volkszählung von 2000 gibt es 32.868 Einwohner, 11.885 Haushalte und 7.642 Familien in der Stadt. Die Bevölkerungsdichte beträgt 5.742,3 Einwohner pro km². 13,20 % der Bevölkerung sind Weiße, 75,10 % Afroamerikaner, 0,34 % amerikanische Ureinwohner, 1,26 % Asiaten, 0,10 % pazifische Insulaner, 5,21 % anderer Herkunft und 4,79 % Mischlinge. 12,47 % sind Latinos unterschiedlicher Abstammung.
Von den 11.885 Haushalten haben 33,4 % Kinder unter 18 Jahre. 30,7 % davon sind verheiratete, zusammenlebende Paare, 26,3 % sind alleinerziehende Mütter, 35,7 % sind keine Familien, 30,2 % bestehen aus Singlehaushalten und 10,5 % der Menschen sind älter als 65. Die Durchschnittshaushaltsgröße beträgt 2,73, die Durchschnittsfamiliengröße 3,38.
27,7 % der Bevölkerung sind unter 18 Jahre alt, 10,0 % zwischen 18 und 24, 32,2 % zwischen 25 und 44, 19,3 % zwischen 45 und 64, 10,8 % älter als 65. Das Durchschnittsalter beträgt 32 Jahre. Das Verhältnis Frauen zu Männer beträgt 100:86,0, für Menschen älter als 18 Jahre beträgt das Verhältnis 100:79,1.
Das jährliche Durchschnittseinkommen der Haushalte beträgt 35.759 USD, das Durchschnittseinkommen der Familien 40.852 USD. Männer haben ein Durchschnittseinkommen von 33.442 USD, Frauen 29.520 USD. Der Prokopfeinkommen der Stadt beträgt 16.861 USD. 18,8 % der Bevölkerung und 15,4 % der Familien leben unterhalb der Armutsgrenze, davon sind 24,6 % Kinder oder Jugendliche jünger als 18 Jahre und 16,7 % der Menschen sind älter als 65.
| Jahr       | 1980   | 1990   | 2000   | 2010   | 2020   |
| ---------- | ------ | ------ | ------ | ------ | ------ |
| Einwohner¹ | 31.136 | 29.925 | 32.868 | 30.134 | 34.447 |

¹ 1980–2020: Volkszählungsergebnisse des US Census Bureau

## Söhne und Töchter der Stadt
- Robert Adams (* 1937), Fotograf
- William Arrowsmith (1924–1992), klassischer Philologe und vergleichender Literaturwissenschaftler
- Stephen J. Benkovic (* 1938), Chemiker
- Richard Blahut (* 1937), Informatiker
- Thomas Aloysius Boland (1896–1979), römisch-katholischer Bischof
- Don Coates (1935–2017), Jazzpianist
- Richard Codey (* 1946), Politiker
- Christopher Collins (1949–1994), Schauspieler und Komiker
- John Condit (1755–1834), Politiker
- Silas Condit (1778–1861), Politiker
- James C. Condos (* 1951), Politiker
- Lloyd Conover (1923–2017), Chemiker; Entwickler des Tetracyclins (1952)
- Chris Copeland (* 1984), Basketballspieler
- Brian E. Daley SJ (* 1940), Jesuit und Hochschullehrer
- Stephen Dobyns (* 1941), Schriftsteller
- Virginia Duenkel (* 1947), ehemalige Schwimmerin
- Gail Fisher (1935–2000), Schauspielerin
- Leo Fitzpatrick (* 1978), Filmschauspieler
- Tony Galento (1910–1979), Schwergewichtsboxer
- John Harbison (* 1938), Komponist
- Al Harrington (* 1980), ehemaliger Basketballspieler
- Dulé Hill (* 1975), Schauspieler
- Andrew D. Jackson (* 1941), theoretischer Kernphysiker
- A.J. Johnson (* 1963), Schauspielerin, Synchronsprecherin, Model, Choreografin und Fitnesstrainerin
- Mark Kelly (* 1964), Luftfahrtingenieur, NASA-Astronaut und Politiker
- Scott Kelly (* 1964), Luftfahrtingenieur und NASA-Astronaut
- James Girard Lindsley (1819–1898), Politiker
- Warren McCulloch (1898–1969), Neurophysiologe und Kybernetiker
- Donald W. McGowan (1899–1967), Generalmajor der United States Army
- James Thomas McHugh (1932–2000), Geistlicher
- John Willard Milnor (* 1931), Mathematiker
- Henry Steel Olcott (1832–1907), Fachmann in der Landwirtschaft, Rechtsanwalt und erster Präsident der Theosophischen Gesellschaft
- Henry O’Neill (1891–1961), Theater- und Filmschauspieler
- Thomas R. Pickering (* 1931), ehemaliger Diplomat und Wirtschaftsmanager
- Isaac Pierson (1770–1833), Politiker
- Daniel Gray Quillen (1940–2011), Mathematiker
- Dickinson Woodruff Richards (1895–1973), Internist und Nobelpreisträger
- Robert E. Rose (1939–2022), Jurist und Politiker
- Roy Scheider (1932–2008), Schauspieler
- John F. Simmons (1892–1968), Diplomat
- John Mortimer Fourette Smith (1935–2019), römisch-katholischer Geistlicher, Bischof von Trenton
- Robert Soare (* 1940), Mathematiker, Informatiker und mathematischer Logiker
- Ronald I. Spiers (1925–2021), Diplomat und von 1989 bis 1992 Untergeneralsekretär der Vereinten Nationen
- H. Keith Thompson (1922–2002), Rechtsextremist
- Louise A. Tilly (1930–2018), Historikerin und Hochschullehrerin
- Calvin Tomkins (* 1925), Schriftsteller und Kunstkritiker
- Kenneth Walsh (* 1945), ehemaliger Schwimmer und zweifacher Olympiasieger
- Beekman Winthrop (1874–1940), Politiker
- Steven Wriedt (* 1970), Basketballspieler und -trainer